# Anthony Scaduto
Anthony Scaduto (7 de março de 1932 – 12 de dezembro de 2017) foi um jornalista e biógrafo americano de músicos de rock que também escreve sob o nome de Tony Sciacca. Sua obra mais famosa é Dylan, uma biografia do músico Bob Dylan, publicado pela primeira vez em 1972. É considerado como um livro influente no campo, sendo um dos primeiros a ter uma abordagem de investigação a escrever sobre o seu assunto.
Em 1974, Scaduto escreveu Scapegoat, uma investigação sobre o julgamento de Richard Hauptmann de, que foi executado em abril 1936 pelo sequestro e assassinato do bebê de Charles Lindbergh. A tese de Scaduto foi que Hauptmann era inocente e que a polícia fabricou suprimidos de evidência vital.
Ele também escreveu biografias de Mick Jagger, Frank Sinatra, Marilyn Monroe e John F. Kennedy. Scaduto também escreveu para a Playboy, Penthouse, e o New York Post. No Post, ele era conhecido como um especialista em crime e da máfia.